# 王明鉅
王明鉅，中華民國醫師、政治人物，現任桃園市副市長。

## 榮譽
- 2010年經理人雜誌 100大經理人Super MVP獎
- 2011年台北市醫師公會 杏林獎
- 2012年IT經理人雜誌 兩岸三地CIO前五強獎
- 2013年行政院經濟部 國家產業創新獎創新模式推手個人獎
- 2015年醫師公會全國聯合會 醫療典範獎

## 外部連結
- 王明鉅的Facebook頁面 （页面存档备份，存于）